# Aeroportul Moucha
Aeroportul Moucha (IATA: MHI, ICAO: HDMO) este un aeroport din Djibouti.
aeroportul dispune de o singură pistă.